# Serious Sam: The First Encounter
A Serious Sam: The First Encounter egy sci-fi témájú, némi humorral kevert FPS, amit a horvát Croteam fejlesztett 2001-ben.

## A történet a játék szerint
|  | Alább a cselekmény részletei következnek! |

A 21. század hajnalán, az emberiség
megdöbbentő felfedezést tett.
Az általunk ismert legősibb emberi civilizáció
homokja alatt rátaláltak egy másik,
még régebbi, de technológiailag
fejlettebb civilizáció
nyomaira.
A felfedezés alapos tudományos
kivizsgálása elvezette az
emberiséget az univerzum messzeségeibe.
Minden tökéletesnek tűnt,
talán túl tökéletesnek.
A 2104. évben, az emberi civilizációt
számtalan halálos szörnyeteg támadta meg,
melyek más dimenziók ivadékai voltak.
Az elkövetkező háborúkban,
az emberiség bátran küzdött,
de semmi nem volt képes megállítani
az ide érkező szörnyetegeket.
A Földi csapatok állandó vereségeket
szenvedtek. Bolygóról bolygóra haladva,
az Alpha Centauriról szorították
vissza a saját naprendszerükbe őket.
A rendkívül bátor szörny
pusztító harcos,
Sam 'Serious' Stone legendává
vált.
A számtalanszor megsebesült,
de vereséget soha nem szenvedő,
Serious Sam élő legendájává vált
az előrenyomuló szörnyekkel
szembeni Földi ellenállásnak.
De mindegy milyen bátran
harcolt az emberi hadsereg,
vereséget szenvedett,
újra meg újra.
Megpróbálták megakadályozni a
Naprendszer bukását, de most már a
Föld van közvetlen veszélyben.
Az emberiség tehetetlenül kezdi
el nézni a saját megsemmisülését.
A Világ vezetői úgy döntöttek, előveszik
az utolsó lehetőséget, mely egy ősi
tárgy, amit úgy hívnak, hogy 'Idő-Zár'.
Egy ereklye, egy rég elfeledett néptől,
teli olyan energiával, ami
lehetőséget ad egy személy
visszautaztatására az időben.
Serious Sam visszautazott az időben, hogy megmentse az emberiséget.
Bebarangolta Egyiptom földjét, és felfedezte a siriusi civilizáció nyomait,
akik itt hagyták az Időzárat. Rájött, hogy az űrhajójuk itt van valahol
elrejtve a Naprendszerben. Természetesen Mental ideges lett,
és leküldte gonosz szolgáit az ősi
Egyiptomba, hogy megnehezítsék Sam
életét, de Sam, mint mindig,
tudta mit tegyen a gonosztevőkkel.
Megtisztította az utat a
Nagy Piramishoz, ahol már várta az űrhajó, de ott volt a hatalmas III. Ugh-Zan, a gonosz varázsló, aki egyike Mental
legerősebb szolgáinak, aki útjában állt Samnek. A hatalmas csata után Sam legyőzte ezt a monstrumot és átteleportálta magát az űrhajóba.
És most Serious Sam elindult Siriusra.
|  | Itt a vége a cselekmény részletezésének! |

## Helyszínek
A játék teljes egészében az ókori Egyiptom helyszínein játszódik; a történet fontos elemét képezik az egyiptomi kultúra hagyatékai és istenvilága.
1. Hatsepszut temploma
2. Homokvölgy
3. Ramses sírja
4. Királyok Völgye
5. Hold Hegyei (titkos pálya)
6. Oázis
7. Dűnék
8. Külváros
9. Csatornák
10. Metropolisz
11. Szfinxek Átjárója
12. Karnak
13. Luxor
14. Szent udvarok (titkos pálya)
15. A Nagy Piramis

## Fegyverek
- Katonai kés
- Schofield .45 w/ TMLU
- .12-es kaliberű felhúzós puska
- Duplacsövű puska
- XM214-A minigun
- M1-A2-es Thompson géppisztoly
- XPML21-es rakétavető
- MKIII-as gránátvető
- XL2-es lézerfegyver
- SBC ágyú

## Ellenfelek
Az ellenfelek Mental (az idegenek vezére) seregének katonái:
- Lefejezett rakétás
- Lefejezett petárdás
- Lefejezett bombázó
- Lefejezett kamikaze
- Hím gnaar
- Nőstény gnaar
- Kleer csontváz
- Siriusi bika
- Scythiai boszorkány-hárpia
- Mocsár-ugráló a Rigil Kentaurusról
- Reebai elektromos hal
- Fiatal arachnoid
- Kifejlett arachnoid
- Kis bió-mechanoid
- Nagy bió-mechanoid
- Lávagólem
- Átlagos aludran reptiloid
- Hegyen lakó aludran reptiloid

Főellenfél: III. Ugh-Zan, a gonosz varázsló

## Többjátékos mód
A játékban két többjátékos mód van: a Cooperative mód és Fragmatch mód. Akár tizenhat játékos is játszhat Lanon, Interneten, vagy esetleg egy számítógépnél ülve osztott képernyővel.

## Folytatás
- 2002-ben jelent meg a játék kiegészítője, a Serious Sam: The Second Encounter.
- 2005-ben jelent meg a sorozat második része.